# Alexander Aoraha
Alexander Aoraha (en arabe : ألكسندر اوراها), né le 17 janvier 2003 à Londres, est un footballeur international irakien qui évolue au poste de milieu défensif aux Queens Park Rangers.

## Biographie

### Carrière en club
Né en Angleterre, Alexander Aoraha est formé par le Queens Park Rangers,. 

### Carrière en sélection
En novembre 2022, Alexander Aoraha est convoqué pour la première fois avec l'équipe nationale d'Irak. Il honore sa première sélection le 12 novembre 2022, lors d'un match amical contre l'Équateur,.